# 勞倫斯港 (新澤西州)
勞倫斯港（英語：Laurence Harbor）是位於美國新澤西州米德爾塞克斯縣的普查規定居民點。

## 人口
根據2020年美國人口普查的數據，勞倫斯港的面積為7.78平方千米，當中陸地面積為7.64平方千米，而水域面積為0.14平方千米。當地共有人口6635人，而人口密度為每平方千米852.83人。